# On Referring

On referring est un article publié dans la revue Mind en 1950, grâce auquel Strawson a été rendu célèbre. Il y critique la théorie de la description définie de Russell au moyen d'une conception du langage qui lui vaudra d'être considéré comme un philosophe du langage ordinaire. Ces positions sont en effet assez proches du second Wittgenstein, et de celles de l'école d'Oxford. Cependant, Strawson manifeste déjà ici son originalité, en mettant en valeur la relation sujet/prédicat.
Strawson attaque dans cet article la vision russellienne du langage naturel, pour qui ce langage, essentiellement ambigu, peut être clarifié par les outils de la logique mathématique. Strawson montre qu'il existe des situations où la logique n'est pas pertinente pour analyser ce langage, et c'est justement le cas pour les descriptions définies. Vouloir paraphraser les descriptions dans le langage logique, c'est irrémédiablement rater la manière dont nous utilisons réellement ces descriptions.

## Le cœur de la critique
Strawson explique d'abord où porte sa critique de la théorie de la description définie. Russell constate qu'une phrase comme "l'actuel roi de France est chauve" a une signification. Or, dans cette phrase la description n'a aucun objet. Nous sommes donc capables de parler de choses qui n'existent pas de façon sensée. Cependant, si cela est possible c'est parce que les descriptions définies sont tout à fait différentes des noms propres. Un nom propre sans référent n'est pas un nom mais un simple bruit. Alors qu'une description sans référent reste une description.
Pour expliquer cette différence de nature entre les descriptions et les noms propres, Russell propose une analyse des descriptions définies au moyen de la logique prédicative. Cette analyse révèle que la description ne parle pas de l'entité "roi de France", mais en réalité fait une assertion d'existence. Elle dit qu'il existe une entité, et une seule, qui satisfait un certain prédicat, en l'occurrence "être roi de France". Autrement dit, alors que le nom a pour fonction de faire référence à une chose, la description ne fait pas référence, mais affirme l'existence d'un certain individu.
C'est cette différence de fonction entre le nom et la description que Strawson va attaquer. Pour lui, toutes les expressions qui sont sujets d'une phrase, aussi bien les noms, les descriptions, les indexicaux ou les pronoms, ont une même fonction, qui est de faire référence à un objet.

## L'usage "ordinaire" du langage comme critère de l'analyse
L'analyse de Russell révèle sa fausseté quand on en observe les conséquences. Si une description définie est en fait une assertion d'existence, alors cette assertion d'existence peut être vraie ou fausse. Ainsi, la phrase "l'actuel roi de France est chauve" est fausse, non pas parce qu'il a des cheveux, mais parce qu'il n'existe aucune entité qui possède la propriété "actuel roi de France". Or, nous ne serions pas naturellement porté à dire que cette phrase est fausse, mais plutôt à ne rien répondre, sinon qu'il n'y a pas de tel roi.
Si ce type de phrase nous embarrasse lorsqu'il s'agit d'en donner la valeur de vérité, c'est parce que l'analyse de Russell est incorrecte. Russell veut absolument que toute phrase signifiante ait une valeur de vérité, et c'est pourquoi il est tenté de transformer les descriptions en assertions d'existence, qui peuvent toujours être vraies ou fausses, quel que soit l'état du monde. Autrement dit, Russell considère que la proposition "l'actuel roi de France est chauve" implique logiquement "il existe un et un seul roi de France". Si le conséquent est faux, alors l'antécédent l'est aussi.
Strawson au contraire pense que la question de la valeur de vérité ne se pose même pas s'il n'existe pas de roi de France. Ainsi, à la place de l'implication logique, Strawson propose la présupposition. Répondre par vrai ou faux à la question de la calvitie du roi de France présuppose qu'il y ait un roi de France. S'il n'y en a pas, alors la question ne se pose tout simplement pas. La description ne contient donc pas une assertion d'existence cachée, mais simplement la présupposition qu'elle correspond bien à quelque chose.

## Une théorie non descriptive de la référence
On est ici au cœur de la différence entre Russell et Strawson. Pour Russell, la fonction de référence s'effectue à l'intérieur du langage lui-même. La description définie nous donne les moyens de comprendre à quelle entité nous faisons référence. Pour schématiser à l'excès, on pourrait dire que nous construisons une description, puis le contenu de cette description nous révèle de quelle entité nous parlions. Se référer est donc ici la même chose que dire que l'on se réfère.
Strawson a une vision totalement différente de ce qu'est la référence. La référence n'est pas une propriété de certaines expressions mais est un acte accompli par le locuteur. Le locuteur utilise une expression en vue de désigner une certaine entité. Et pour accomplir cette opération, toutes les expressions sont bonnes, aussi bien les noms que les descriptions. Nous utilisons les unes ou les autres selon la facilité pour faire comprendre à autrui de quoi nous parlons, le but étant bien sûr d'éviter au maximum l'ambiguïté. Et cet acte de référence est présupposé par toutes les propositions qui attribuent un prédicat à l'objet auquel on se réfère. Pour dire d'une chose qu'elle est telle et telle (faire l'ascription d'une propriété au sujet de la phrase), il faut avoir au préalable établi la référence unique de la proposition. Ainsi, Strawson peut diviser les expressions du langage en deux catégories, celles ayant un rôle référentiel (généralement, le sujet grammatical), et celles dont ayant un rôle d'ascription (le verbe et l'eventuel complément d'objet). L'analyse du langage doit reposer sur cette différence de fonction entre les expressions, et c'est la raison pour laquelle la logique d'Aristote, fondée sur la différence entre sujet et prédicat, retrouve une nouvelle pertinence.

## La différence entre phrase, usage de la phrase, occurrence de la phrase
Strawson associe cette nouvelle théorie de la référence à une distinction entre les phrases, leur usage, et leurs occurrences. Ce point est peut-être le plus faible de l'article de Strawson, et Russell, dans sa réponse à cet article, va justement mettre le doigt sur cette faiblesse. Mais ce n'est selon Strawson, qu'une conséquence secondaire de la théorie de la référence, et celle-ci en sort indemne.
Si une expression est quelque chose dont les locuteurs se servent pour faire référence à quelque chose, alors ces expressions doivent avoir différents usages. Cela signifie que la même expression peut faire référence à des choses différentes, si son usage est différent. L'usage d'une phrase est donc la situation dans laquelle nous l'utilisons, et cette situation détermine de quel objet nous parlons. Pour reprendre l'exemple du roi de France, nous dirons que "l'actuel roi de France" fait référence au roi de France de 2006 si nous énonçons cette phrase en 2006, dans ce cas nous ne faisons référence à rien, ou bien fait référence à Louis XIV, si nous énonçons cette phrase en 1650.
L'occurrence d'une phrase est donc une notion très importante, puisque c'est à partir du contexte d'énonciation que nous comprenons sa référence actuelle. Nous comprenons ce dont parle une phrase à partir des informations qui y sont contenues, mais aussi à partir du contexte extra-linguistique, comme le lieu, la date ou la personne qui la prononce. La différence entre l'usage d'une phrase et la phrase elle-même est elle aussi très importante, et révèle une autre erreur qu'aurait commise Russell. Pour Russell, c'est la phrase elle-même qui est vraie ou fausse. Pour lui, "l'actuel roi de France est chauve" est fausse en elle-même. Or nous avons bien vu qu'elle peut être vrai dans certains usages. Si nous prononçons cette phrase à la fin de la vie de Louis XIV, vers 1710, alors peut être était-il chauve, alors la phrase deviendrait vraie. Ainsi, la phrase n'a en elle-même aucune valeur de vérité, et ce n'est que son usage qui peut la rendre vraie ou fausse. La phrase en elle-même ne nous donne que les usages possibles, sans nous dire celui qui est actuellement employé. Ce n'est qu'une fois que la phrase a trouvé un référent que l'on peut dire si elle est vraie ou fausse de ce référent, mais la phrase n'étant pas par elle-même référentielle, elle n'est ni vraie ni fausse.
Cependant, cette analyse parait avoir quelques lacunes. En effet, tous les exemples que donnent Strawson pour justifier la différence entre l'usage d'une phrase et la phrase elle-même contiennent soit des indexicaux comme "actuel", "ici" etc., soit des pronoms comme "je" ou "il". Or il est évident que le sens de ces mots varie selon la circonstance dans laquelle on les utilise. Personne ne nie ceci, et Russell non plus, qui a précisément étudié ce type d'expressions. Mais si on supprime ces expressions et qu'on les remplace par des expressions normales, alors il n'est pas si sûr que la différence entre la phrase et son usage soit encore pertinente. Si, à la place de "actuel roi de France", nous utilisons "le roi de France de 2006", alors nous ne pourrons plus dire que la phrase "le roi de France de 2006 est chauve" peut avoir plusieurs usages, et n'est pas fausse par elle-même. La fausseté de cette phrase ne dépend de son usage, car il n'y en a tout simplement qu'un seul possible, qui est indiqué dans la phrase.

## La signification d'une phrase
Pour voir si ces critiques de Russell sont justifiées, il faut examiner plus en détail ce que Strawson dit de la phrase elle-même. Selon lui, elle n'est ni vraie ni fausse par elle-même. Mais la phrase sert à nous donner les règles qui nous permettent de l'employer selon tel ou tel usage. C'est la définition que propose Strawson de la signification. La signification est l'ensemble des règles générales pour l'usage correct des phrases. La signification ne nous dit pas à quel objet une expression se réfère, comme chez Russell, mais elle dit de quelle manière nous pouvons nous référer à un objet.
Cette différence a une conséquence importante. Pour Russell, il y a identité entre avoir une valeur de vérité et avoir une signification. Une phrase qui a une signification décrit un objet, et elle peut le faire soit correctement, soit incorrectement. Alors que chez Strawson, la signification donne l'usage possible, et pas seulement actuel, de la phrase. Ainsi, une phrase qui ne désigne rien garde une signification, car nous savons comment nous pourrions lui attacher un objet. S'il y avait actuellement un roi en France, nous saurions que "l'actuel roi de France" le désignerait. Ainsi, les phrases sur l'actuel roi de France ne sont ni vraies ni fausses, mais ont quand même une signification.
Pour résumer, on pourrait dire qu'une phrase a une signification, et l'usage d'une phrase a une référence. Ne pas distinguer la différence entre la phrase et son usage serait confondre la signification et la référence. Cela permet de répondre en partie aux objections de Russell. Russell veut en fait que ses descriptions définies soient telles qu'un seul usage puisse être déduit de leur signification. Mais que la signification d'une phrase ne puisse engendrer qu'un seul usage ne justifie pas que nous identifiions signification et référence. Strawson voit bien qu'il y a des différences de degré dans la dépendance au contexte des expressions. "je" est plus souple dans son usage que "le roi de France de 2006", mais leur signification ne se confond pas avec leur référence. La signification est une règle d'usage et pas un objet, même quand ces règles nous révèlent que l'expression ne peut s'appliquer correctement qu'à un seul objet.

## La nouvelle pertinence de l'analyse en sujet et prédicat
Vouloir réintroduire la distinction entre sujet et prédicat dans l'analyse du langage, alors que Frege et Russell avaient obtenu l'unanimité avec la distinction entre fonction et argument, est assurément surprenant. Mais tous les travaux suivants de Strawson auront pour but d'expliciter et de défendre l'intérêt de cette distinction. Voir notamment à ce sujet Les individus. Ici, le thème n'est pas directement abordé mais est tout de même présent.
Strawson établit que le langage a deux fonctions principales, celle de faire référence et celle de décrire. À cette différence de fonction correspond la différence grammaticale entre sujet et prédicat. Dans la phrase, le sujet grammatical représente l'objet auquel on se réfère, alors que le prédicat est ce que l'on dit du sujet. L'analyse grammaticale doit donc se fonder sur la différence de fonction des expressions.
Cela peut paraître évident, mais ça ne l'était pas pour Russell, pour qui le sujet grammatical n'avait pas toujours la même fonction. Le sujet grammatical était un véritable sujet lorsque c'était un nom propre. Mais lorsque ce sujet était une description définie (et beaucoup de noms propres étaient en fait des descriptions définies déguisées), alors le sujet grammatical ne correspondait pas au véritable sujet. Car dans une description on ne parle pas de l'objet décrit, que l'on ne connait pas, mais d'une entité qui aurait telle ou telle propriété.
Cette thèse de Strawson a le mérite de rétablir l'unité des expressions qui sont sujets d'une phrase, au lieu de les différencier artificiellement pour éviter de placer comme véritable sujet un objet non existant. En effet, Russell refuse le rôle de sujet aux descriptions pour éviter d'avoir à dire que "l'actuel roi de France" ou le "rond carré" existent. Mais si la signification ne se confond plus avec la référence, alors, on peut remettre tous les sujets grammaticaux dans la même catégorie, sans se soucier de savoir s'ils existent ou pas. La thèse de Strawson a le mérite de la simplicité et de l'économie.